# 1459

## Родени
- 2 март – Папа Адриан VI
- 6 октомври – Мартин Бехайм, германски учен
- 27 декември – Ян I Олбрахт, крал на Полша